# Kritische Kartographie
Kritische Kartographie (engl. critical cartography) hinterfragt das dominante (technische) Paradigma der Kartographie, das besagt, dass Karten neutrale Abbilder der Wirklichkeit seien, und kritisiert und analysiert Karten als Ausdruck und/oder Produzenten sozialer Wirklichkeiten. Durch kritisches Hinterfragen von Karten und ihrer Entstehung generell und im Einzelnen soll Wissen zeitlich und räumlich situiert werden, dessen Beziehung zu Macht untersucht und Grundlagen des Denkens in Frage gestellt werden. Außer theoretischen Ansätzen existieren auch zahlreiche praktische Arbeiten in der Kritischen Kartographie. Theorie und Praxis der Kritischen Kartographie entwickelten sich weitestgehend unabhängig von der akademischen Disziplin „Kartographie“.

## Hauptaussagen
Für die Kritische Kartographie können verkürzt vier Hauptaussagen gemacht werden:
1. Karten sind nützliche Werkzeuge um Wissen zu produzieren und einzuordnen. Dieses Wissen unterliegt gleichzeitig aber bestimmten unsichtbaren, limitierenden Kategorien, die es kritisch zu hinterfragen gilt.
2. Eine Möglichkeit, diese limitierenden Kategorien zu hinterfragen ist, Karten in geschichtlichen Kontext zu setzen. Durch Einordnung in die geistesgeschichtliche Entwicklung von Karten wird deutlich, dass Wissen bzw. Erkenntnis eine zeitliche Dimension hat. So können andere Perspektiven auf das Forschungsobjekt eröffnet werden.
Eng einher damit geht die Prämisse, dass Wissen (über Karten, bzw. die Auslegung, was Karten sind) auch eine räumliche Dimension hat und über Entfernungen variiert.
3. Geographisches Wissen konstituiert sich aus einer Vielzahl von sozialen, ökonomischen und historischen Einflüssen und ist damit, wie alles Wissen, unlösbar mit Macht verflochten (Macht/Wissen). Insofern wird jede Karte als fundamental politisch gesehen.
4. Kritische Kartographie hat einen aktivistischen, emanzipatorischen Moment. Durch die Herausarbeitung der räumlichen und zeitlichen Begrenzung von Wissen werden hegemoniale Strukturen in Frage gestellt.

## Entstehung/Entwicklung
Dieser Abschnitt beschäftigt sich mit theoretischen Ansätzen mit explizitem Kritikbegriff. Einige Autoren sehen eine schon viel länger währende Tradition kritischer Praxis in der Kartographie und argumentieren, dass jede Neuerung letztendlich zunächst durch Kritik in die Wege geleitet wird.
Mit dem Aufbrechen eines ausschließlich rationellen, aufgeklärten Verständnisses von Gesellschaft, in der Wissenschaft sich als neutrales Organisationswerkzeug situierte, entwickelte sich in den 1960er Jahren auch in der Kartographie eine kritische Strömung. Das Paradigma, dass Karten ausschließlich Abbilder der Realität seien, wurde zunehmend angezweifelt.
So forderte der Historiker und Kartograph Arno Peters, Karten als gesellschaftliche Produkte zu interpretieren, und kritisierte die Mercator-Projektion u. a. als eurozentristisch. Dieser stellte er die Peters-Projektion entgegen, die er als bessere Alternative verstand, was von Deutschen Gesellschaft für Kartographie und dem Verband der Landkartenverlage in Deutschland verneint wird.
Beeinflusst von Intellektuellen wie Panofsky, Foucault und Derrida, arbeitete der historische Geograph Brian Harley in den 1980er Jahren heraus, dass sich aus Karten implizit Regeln sozialer Ordnung zum Zeitpunkt und Ort ihrer Entstehung lesen lassen, diese also Abbilder sozialer Strukturen sind („externe Macht“). In seinen späteren Schriften spricht er zudem von einer „internen Macht“ von Karten, diese seien zwar nie die Realität, würden aber auf bestimmte Weise neue Realität schaffen.
Denis Wood, beeinflusst von dem Wirken Roland Barthes, zeigte Anfang der 1990er anhand einer Straßenkarte North Carolinas, dass jede Karte Interessen dient und insofern politisch ist. Wood und Harley gemein ist eine „mehr oder weniger poststrukturalistische und konstruktivistische Grundperspektive“, Karten werden von ihnen als Diskurs gesehen.
In den letzten Jahren nehmen vor allem in der britischen Geographie nicht- bzw. post-repräsentationale Arbeiten in Anschluss an Deleuze und Latour einen wichtigen Platz in der Kritischen Kartographie ein. Diese Ansätze werden als ein Versuch begriffen, eine vermeintliche Überbewertung von Repräsentation in poststrukturalistischen Theorien zu überwinden und diesen Ereignishaftigkeit, Akteursnetzwerke und Praktiken entgegenzustellen.
In der deutschsprachigen Wissenschaft gibt es nur sehr wenige kritische Auseinandersetzungen mit dem Medium Karte.
2010 entstand mit Jeremy W. Cramptons „Mapping. A Critical Introduction to Cartography and GIS“ das erste Lehrbuch.

## Kritik an der positivistischen Kartographie
Grundlegende Kritik äußern Vertreter der Kritischen Kartographie an der realistischen Konzeption von Karten in der Geographie, welche als positivistisch angesehen wird. Symbolisch hierfür steht das Karten-Kommunikationsmodell.

### Das Karten-Kommunikationsmodell
Prägend für die Kartographie ab Mitte des 20. Jahrhunderts war die Auffassung, dass Raum mittels Punkten, Linien und Flächen konzeptionalisiert werden kann und – in Reaktion auf die propagandistische Vereinnahmung von Karten vor allem im Zweiten Weltkrieg – dass Karten und alle Elemente in ihnen einer möglichst genauen Abbildung der Realität dienen sollten. Wichtig war der, von Shannons Kommunikationsmodell beeinflusste, amerikanische Kartograph Arthur H. Robinson.
Auf Basis von wissenschaftlichen Erkenntnissen aus Psychologie, Physiologie und Design formulierte er Gestaltungsregeln für Karten. Außerdem entwickelte er das Karten-Kommunikationsmodell. Geographen kodieren demnach über Karten die Realität. Die Person, die die Karte liest, dekodiert diese wiederum und soll eine möglichst realistische Vorstellung des kartierten Bereichs bekommen. Bei Kodierung bzw. Dekodierung können Störungen bewusst z. B. in Form von propagandistischen Einflüssen, aber auch unbewusst auftreten.
Am „Realitätsgehalt“ können Karten insofern in „gute“ und „schlechte“ Karten eingeteilt werden, wobei gute a-politisch, empirisch und wissenschaftlich sind.
Diese positivistische, binäre Konzeptualisierung von Karten war vor allem in der anglophonen wissenschaftlichen Diskussion in der Geographie bis in die 1990er Jahre dominierend.

### Kritik
In Abgrenzung zu diesen positivistischen Ansätzen in der Kartographie ist allen Vertretern der Kritischen Kartographie zumindest der Kritikbegriff gemeinsam. Unter Kritik wird in Anlehnung an Immanuel Kant, der Frankfurter Schule und Foucaults, nicht verstanden, Fehler zu finden.
Die aus einem Normensystem erwachsenden Wahrheitsansprüche (z. B.: „Karten spiegeln die Realität wider“) führen zu einer Einteilung in „richtiges“ und „falsches“ Wissen. Kritik soll die Logiken und Regeln hinter einem solchen System offenlegen, kann dieses System räumlich und zeitlich verorten und damit relativieren. Aus den erlangten Erkenntnissen wird dann versucht Alternativen zu formulieren.
Kritik ist dennoch nicht klar definierbar, da sie […]nur in Beziehung auf etwas anderes als sie selbst[…] funktioniert. Insofern ist Kritik weit auslegbar und kann sich auf viele Arten äußern.
Der Fokus sollte also, nach dem Verständnis der Kritischen Kartographie, nicht darauf liegen die Neutralität und den Realitätsgehalt einer Karte zu perfektionieren, da dieser Ansatz nicht aus dem bestehenden Normensystem ausbrechen kann und damit verkürzt ist.
Vielmehr sollen Karten helfen, verschiedene Perspektiven der Realität aufzuzeigen.

## Paradigmen der Kritischen Kartographie
Die kritischen Reaktionen, auf das bis dato vorherrschende Paradigma in der Kartographie, dass Karten Abbilder der Realität seien, lassen sich in zwei Paradigmen untergliedern:

### Karten als Ausdruck sozialer (Macht-)Verhältnisse
Bei der Erschaffung einer neuen Karte ist es nicht möglich, tatsächlich alle Merkmale des zu kartierenden Bereichs darzustellen. Da der Bereich skaliert werden muss, ist es für die Übersichtlichkeit notwendig, zu generalisieren und Soziales zu naturalisieren.
Das kartierende Individuum ist auf bestimmte Weise sozialisiert, dokumentiert in diesem Prozess „[häufig] genauso eifrig die Konturen des Feudalismus, die Umrisse der religiösen Hierarchien oder die Schritte auf den Stufen der sozialen Klasse wie eine Topografie der physischen und menschlichen Umwelt.“
Die der notwendigen Selektion zugrunde liegende, letztlich gesellschaftlich induzierte Logik führt so notwendigerweise zu einer Reproduktion des bestehenden Normensystems.
Im Endprodukt des Kartographierens, der Karte, ist der Entstehungsprozess zudem nicht mehr zu lesen. Leser stehen vor einer Abbildung von Text und Bild, deren „zahlreiche, heterogene Elemente simultan und räumlich zueinander in Beziehung gesetzt [werden]“.
Diese Fülle an Informationen führt zu der Auffassung von Karten als Abbildung. Denis Wood entwickelt Roland Barthes „Mythos als sekundäres semiologisches System“ weiter und interpretiert Karten in diesem Sinne als Mythos. Deren Realitätsgehalt „an sich“ wird nicht in Frage gestellt, da der Realitätsgehalt der einzelnen Elemente offenbar stimmig ist (Wo auf der Karte das Symbol „Kirche“ ist, befindet sich auch in der Realität eine).
Harley spricht außerdem von einer „externen Macht“ von Karten. Diese wird Karten von „außen“ eingeschrieben und zeigt sich dann im Endprodukt. So stehe hinter den meisten Karten ein mächtiger Auftraggeber, wie die Kirche, staatliche Institutionen etc. mit spezifischen Interessen. Karten sind und waren Mittel für Kontrolle und Überwachung.
Insofern sind alle Karten Ausdruck der sozialen Machtverhältnisse des Ortes ihrer Entstehung.

### Karten als Produzenten sozialer (Macht-)Verhältnisse
In seinem bekanntesten Aufsatz Deconstructing the Map legt Brian Harley 1989 Grundlagen für einen Blickpunktwechsel in der Kritischen Kartographie. Inspiriert von Schriften Foucaults und Derridas fordert er Kartographie als solche und Karten im Einzelnen als Diskurse zu behandeln.
Im Analysefokus sollen jetzt nicht mehr die in sie eingeschriebenen gesellschaftlichen Machtverhältnisse („externe Macht“) stehen. So wie in Fabriken Waren standardisiert werden, standardisiere die kartographische Praxis unsere Vorstellungen von der Welt. Mittels der Diskursanalyse sollen die die Wirklichkeit konstituierenden Effekte beim Kartographieren selbst untersucht werden. Zur diskurstheoretischen Arbeit mit Karten schlägt Harley unter anderem vor, Karten als Texte zu lesen und die Hierarchien ihrer Darstellung zu untersuchen. Was Karten verschweigen bzw. verheimlichen, ihre Geometrien (z. B. Zentrierung, Ausrichtung) und die Wirkung ihrer Symbolik stehen außerdem im Zentrum der Interesse Harleys.
Jede Karte produziert und stabilisiert Macht, indem sie durch Naturalisierung, Verräumlichung und Generalisierung Thesen über das Abgebildete aufstellt. Territorium wird damit nicht nur abgebildet, sondern es wird (re-)produziert, der Anspruch auf genau eine bestimmte Realität bestärkt.
Auch wenn Karten nicht die Realität darstellen, helfen sie trotzdem Realität zu konstituieren. Als Beispiel nennt Harley das koloniale Nordamerika, wo mittels Karten Besitzansprüche ungeachtet der politischen Territorien der „Native Americans“ unter den europäischen Invasoren geltend gemacht wurden.
Karten als symbolische Ordnung und Repräsentationen zu interpretieren ging vielen kritischen Kartographen nicht weit genug. Karten seien mehr als Symbolik, Diskurs und Grammatik, enthielten vielmehr Praxis, Performanz und Handlung.
Zur Weiterentwicklung trug maßgeblich die Arbeit des Soziologen Bruno Latour bei. Dieser verwendete die Kartographie als Beispiel um darzustellen, auf welche Weise westliches wissenschaftliches Wissen hegemonial wurde und daraus resultierend „Wahrheitsansprüche“ über die Welt geltend machen konnte und kann.
Er arbeitete heraus, wie wissenschaftliche Gegenstände durch eine Vielzahl von Praktiken und aktiven Inbeziehungsetzungen hervorgebracht und zu Akteuren innerhalb wissenschaftlicher Anordnungen werden.
Kartographie und Kartieren wird in diesem Sinne als Praxis aufgefasst. Mit der Akteur-Netzwerk-Theorie als Rahmen kann untersucht werden, wie Karten als Aktanten in komplexem Zusammenhang mit anderen Aktanten/Akteuren stehen und Realität konstituieren und verändern. In diesen non-repräsentationalen Ansätzen haben Karten an sich keine Bedeutung, sondern sind Teile in einer Anordnung materieller und sozialer Zusammenhänge.
Im Mittelpunkt steht nicht die spezifische Technik des Kartographierens und ihr Produkt, die Karte, sondern vielmehr Kartographieren als menschliche Praxis, um sich in der geographischen Realität zurechtzufinden.
Einen anderen Zugang haben sogenannte dekolonialisierende Ansätze, die eurozentrische Kartierungspraktiken als Teil eines coloniality/modernity Paradigmas sehen. Demnach verdecken die als neutral und rational offerierten Karten eine strukturelle „Kolonialität von Macht“ (Walther Mignolio), in der sich eine rassierende geographische Ordnung und die Kontrolle von Arbeitskraft, Staat und Wissensproduktion verbinden.

## Beispiel: Denis Woods kritische Betrachtung einer Straßenkarte North Carolinas
In dem Bestseller The Power of Maps arbeitet Denis Wood heraus, dass Karten immer, wenn auch versteckten, Interessen dienen bzw. von diesen elementar geprägt sind. Anhand einer scheinbar „neutralen“ Straßenkarte von North Carolina (Edition 1978–1979) zeigt er, dass jede Karte politisch ist. Diese Arbeit wurde zu einem Klassiker der Kartographie und zeigt wie Karten Abbilder und Produzenten sozialer (Macht-)Verhältnisse sind. Dieses Beispiel zeigt zudem, dass die beiden genannten Paradigmen zwar erkennbar, allerdings meistens miteinander verwoben sind.
Anfangs beschreibt Wood, was auf der Karte zu sehen ist:
Auf einer Seite befinden sich Fotos von Sehenswürdigkeiten (z. B. ein Zootier, ein Skilift, eine Düne), ein Fahrplan für Fähren, ein Willkommensschreiben des Gouverneurs und ein Kraftfahrergebet.
Auf der anderen Seite der Karte wird North Carolina von den Nachbarstaaten und dem Pazifik umrahmt. Um die eigentliche Karte arrangiert befinden sich zehn kleine Karten von Städten, einige Sicherheitstipps, ein Index der Ortschaften und Städte und (teilweise) der Entfernungen zwischen ihnen.
Der ebenfalls vorhandenen Legende lässt Wood große Aufmerksamkeit zukommen. Auch diese beschreibt er zunächst, sie enthält typische Elemente wie Erklärungen von Straßenklassifikationen, Kartensymbolen, Siedlungsgrößen und einen Maßstab. Anschließend zeigt er, wie die Legende weniger Werkzeug ist, um die Karte zu verstehen, als vielmehr einem Werbebanner für den Staat North Carolina gleicht. Anders als Robinson et al. verlangen, sei es unmöglich in einer Legende alle nicht selbsterklärenden Symbole einer Karte aufzuführen. Das Verständnis von Symbolen ist vielmehr sozialisiert und nicht allgemeingültig (z. B. existiert keine notwendige Beziehung zwischen blau als Symbol für Wasser und Wasser selbst). Insofern ist es auch für die Legende nötig bestimmte Symbole auszuwählen, die nach Art der gewünschten Aussage variieren.
Wood erkennt außerdem auch keine der Übersicht dienende Logik in der Legende, wie zum Beispiel in der Fülle der verschiedenen Straßen- und Stadtsymbolen. Durch die Fotos auf der Rückseite, auf denen sich ausschließlich Menschen mit „weißer“ Hautfarbe befinden, soll außerdem offensichtlich eine Zielgruppe angesprochen werden und nicht im Sinne eines Werkzeuges Neutralität gewahrt bleiben.
Wood zeigt auf, dass dieses scheinbare Chaos auf der Legende nichts mit der Unfähigkeit der Kartographen zu tun hat. Die Legende diene gar nicht der Karte und ihrer leichteren Lesbarkeit. Mittels Barthes Mythosbegriff zeigt Wood, wie die Legende mit all ihren Elementen und die ganze Gestaltung der Karte letztlich darauf ausgerichtet sind, die Attraktivität und Besonderheit North Carolinas zu betonen. Unter dieser Betrachtungsweise passe plötzlich alles zusammen.
Die Fülle an Straßensymbolen zum Beispiel weisen letztlich auf Größe und Differenzierung des Straßennetzes in North Carolina hin und wie sehr es sich für motorisierten Individualverkehr eignet.
Mit diesem Beispiel macht Wood deutlich, dass alle Karten notwendigerweise einen bestimmten Standpunkt in einem bestimmten Sachverhalt beziehen, während sie oberflächlich vorgeben neutral zu sein.
Im Zuge dieser Argumentation spricht er davon, dass Karten eben nicht die Fenster sind, durch die wir die Realität sehen. Vielmehr sind sie mit den Fenstern zu vergleichen, durch die Pontifexe und Machthaber ihren Machtanspruch demonstrieren.

## Karten als Machtinstrumente

### Karten und Macht zwischen Frühzeit und Moderne
Wie der historische Kartograph Brian Harley ausführt, offenbart selbst eine nur oberflächliche Betrachtung der Geschichte der Kartographie, in welchem Umfang diese schon immer Teil der Machterhaltung war. Ausschließlich die Eliten verschiedener Gesellschaften seien im Besitz dieses Wissens gewesen.
Als Beispiel nennt Harley die religiösen Eliten des alten Ägyptens und des mittelalterlichen Europas, die intellektuellen Eliten des alten Griechenlands und Roms, die Sultane des Osmanischen Reichs, das alte China, oder die absoluten Monarchen der frühen Moderne Europas. Den Eliten dienten die Karten zur Erhaltung und Ausdehnung ihres Machtanspruches, nach Harley war Kartographieren eine der intellektuellen Waffen, mit der Macht erlangt, verwaltet, legitimiert und kodifiziert werden konnte.

### Karten und Macht in der Moderne
Mit der Entstehung des modernen Staates veränderte sich der Zugriff des Staates auf die Bevölkerung. Dessen Bewohner waren nach Michel Foucault nicht mehr unmittelbar einem allmächtigen Souverän ausgeliefert, welcher frei über ihr Leben verfügen und richten konnte (anatomische Macht). Vielmehr zielte Macht von nun an auf bestmögliche Kontrolle und Optimierung menschlichen Lebens (Bio-Macht), die Bevölkerung wurde selbst zur Ressource.
Michel Foucault nennt die „[…]Gesamtheit, gebildet aus den Institutionen, den Verfahren, Analysen und Reflexionen, den Berechnungen und den Taktiken, die es gestatten, diese recht spezifische und doch komplexe Form der Macht auszuüben, die als Hauptzielscheibe die Bevölkerung, als Hauptwissensform die politische Ökonomie und als wesentliches technisches Instrument die Sicherheitsdispositive hat[…]“ Gouvernementalität.
Um seine Bevölkerung zu verwalten, erhob der moderne Staat Informationen über Bevölkerung und Territorium. Mit Hilfe von Karten konnte die immer größer werdende Masse an Informationen dargestellt und mitgeteilt werden. Zu diesem Zweck wurde die Kartographie vor allem im Laufe des 19. Jahrhunderts immer weiter institutionalisiert und als notwendiger Bestandteil der Gouvernementalität in die politische Ökonomie eingebettet.

## Kritische Kartographie in der Praxis
Neben der theoretischen Beschäftigung mit Karten nehmen auch immer mehr „Laien“ Kartenproduktion selbst in die Hand. So forderte Denis Wood seine Leser schon 1992 dazu auf, sich die Macht von Karten selbst zu Nutze zu machen, um Erkenntnisse außerhalb hegemonialer Bereitstellung von Informationen zu erlangen.
Sogenanntes Counter-Mapping, Kartieren als Widerstand gegen hegemoniale Karten, erlangte seit den 1990er Jahren größere Bedeutung. Bekannte Beispiele sind der Maya-Atlas, mit dem die Landrechte indigener Bevölkerung in Nicaragua und Belize geltend gemacht werden konnten, oder das Kartieren von Überwachungskameras durch die Gruppe „Surveillance Camera Players“ in New York.
Mit dem Terminus map hacking werden zum einen die Aneignung und Nutzung von Open-Source-Karten bezeichnet, zum anderen das Kombinieren von mehreren GIS oder Karten, um eine neue Karte mit neuen Aussagen zu erstellen.
Unter everyday mappings werden Praktiken zusammengefasst, mit denen Karten und Kartographie individualisiert und Kartenkonventionen aufgebrochen werden. Durch die Aneignung und Produktion von Karten zum Zweck der individuellen Nutzung entstehen Raumdarstellungen, die meist nur den unmittelbar beteiligten Menschen dienen sollen und dafür andere, neue Aspekte von Raum beleuchten.
Kritische Methoden wie die Diskursanalyse und ihr Nutzen gelangen auch langsam in das Bewusstsein der Didaktik in weiterführenden Schulen. Mit Hilfe dieser Methoden kann ein differenzierteres Verständnis von Raum, Kartographie und Karten vermittelt werden als bisher und die Kompetenz der Schüler in kritischem Denken geschärft werden.
Kartenkunst
Ein anderer Zugang zu Karten kann unter der Bezeichnung map art (dt.: Kartenkunst) zusammengefasst werden. Die jüngeren Entwicklungen der map art können in drei verschiedene Zugänge zu Karten innerhalb eingeteilt werden:
1. Künstler, die die Ikonographie von Karten verwerten, um durch Verfälschung und Veränderung eigene Verständnisse und Utopien im Zusammenhang mit Raum in die Karte einzuschreiben.
2. Künstler, die durch Karten oder andere Beschäftigungen mit Raum den Status quo in Frage stellen wollen und den Anspruch haben, durch Irritation das Bewusstsein von „Welt“ zu verändern. Hierzu würde zum Beispiel die surrealistische Weltkarte von 1929 zählen.
3. Künstler, die Methoden der Kartographie nutzen, um nicht räumliche, sondern informelle Bereiche, wie Aktienmärkte oder das Internet darzustellen.[44]

## Verbindung und Abgrenzung zu Kritischer GIS- und Geowebforschung
Kritische Kartographie und Kritische GIS (- bzw. Geoweb) forschung haben viele Überschneidungen, vor allem das Verständnis von Kritik. Die Trennung ist nicht klar definiert, sie verläuft fließend und hängt auch von dem jeweiligen Verständnis des Zusammenhangs zwischen GIS und Kartographie zusammen.
Geographische Informationssysteme werden meistens verwendet, um Karten zu generieren und sind ebenfalls nicht so neutral, wie sie vorgeben zu sein. Die Produktion von kartographischem Material war nie größer und damit ist auch die Menge des Materials für kritische kartographische Bearbeitung so hoch wie nie zuvor.
Auch wenn eine Trennung nicht klar definiert wird, kann sie nach den jeweiligen Schwerpunkten vollzogen werden:
Kritische GIS-Forschung beschäftigt sich eher mit der Untersuchung von Wechselwirkungen von GIS und Gesellschaft bzw. Individuen, aber auch mit der verwendeten Hard- und Software und ihrer Zugänglichkeit, während Kritische Kartographie eher die Disziplin Kartographie, Karten und Kartographieren in einem weiteren Sinn kritisch behandelt.